# Tving 스타리그 2012

Tving 스타리그 2012 로고

Tving 스타리그 2012 (Tving Starleague 2012)은 온게임넷과 스포츠조선의 공동 주최로 이루어지는 이스포츠에서 가장 권위 있는 스타크래프트 개인전인 스타리그의 33번째 대회이자,(99프로게이머 오픈을 포함하면 34번째.) 스타크래프트: 브루드 워 기반으로 열리는 마지막 대회이며, 2012년에 첫 번째로 열리는 스타리그이다. 특히 이번 스타리그는 전 시즌인 진에어 스타리그 2011 결승전 이후 210일만에 열린 대회이며 차기시즌에서는 스타크래프트 II: 자유의 날개로 종목이 변경되었다.

## 대회 개요
- 리그 컨셉 : New Beginning Not The End (끝이 아닌 새로운 시작)

- 스폰서 캐치프레이즈 : 세상의 모든 동영상을 담다 tving

## 후원
CJ헬로비전{현.LG헬로비전} 티빙 사업추진실의 최병환 상무는 "티빙이 젊은이들의 대표적인 문화 콘텐츠인 스타리그 후원을 통해 좋은 시너지 효과를 낼 것으로 기대하고 있다. 스타리그의 활성화와 게임문화의 발전에 기여할 것이다”라며 스타리그 후원의 의미를 밝혔다. 이어 “티빙 내에 스타리그 전용관을 개설하고 실시간 방송 및 다시보기 VOD 서비스를 제공해 언제 어디서나 스타리그를 시청할 수 있는 미디어환경을 만들겠다”라고 덧붙였다.

## 대회 방식

### 대회 일정
- 오프라인 예선: 3월 31일 ~ 4월 1일
- 스타리그 듀얼: 4월 14일 ~ 4월 29일
- 16강 조지명식: 5월 8일
- 16강:  5월 15일 ~ 5월 30일
- 16강 재경기: 6월 5일
- 8강: 6월 12일 ~ 7월 3일
- 4강: 7월 10일 ~ 7월 17일
- 결승: 8월 4일

### 상금
- 상금규모 - 총 1억 800만원
- 우승 - 4000만원
- 준우승 - 2000만원
- 우승자, 준우승자를 제외한 시드자 2명부터 24강 진출자까지 차등 지급
  - 16강 진출자 8명 : 1인당 200만원
  - 8강 진출자 4명 : 1인당 300만원
  - 시드자 2명 : 1인당 700만원

### 경기장
- 예선 - 용산 이스포츠 보조 경기장
- 스타리그 듀얼 - 용산 이스포츠 상설 경기장
- 16강 본선 - 용산 이스포츠 상설 경기장
- 결승전 - 잠실학생체육관 (KBL 서울 SK 나이츠 홈 경기장)

## 맵
- 오프라인 예선
  - 8강: 글라디에이터 - 네오일렉트릭써킷 - 저격능선
  - 4강: 네오일렉트릭써킷 - 저격능선 - 글라이에이터
  - 결승: 저격능선 - 글라디에이터 - 네오일렉트릭써킷
- 스타리그 듀얼
  - 1,2경기: 그라운드제로
  - 승자/패자전: 네오일렉트릭써킷
  - 최종진출전: 글라디에이터

- 16강
  - 1. 네오그라운드제로 / 2. 네오일렉트릭써킷 / 3. 글라디에이터 / 4. 신저격능선
    - 맵순서는 노동환방식으로 배정됨
      - 노동환방식
        - 1회차 - 1,2,3,4
        - 2회차 - 2,3,4,1
        - 3,4회차 - 3,4,1,2
        - 5,6회차 - 4,1,2,3

## 리그 BGM
- 예선전 오프닝멘트 : Daughtry - There And Back Again
- 예선전 경기시작전 : Drowing Pool - Nothingness
- 예선전 경기종료후 : Donots - Whatever Happened To The 80's
- 예선전 클로징멘트 : Daughrty - You Don't Belong
- 조지명식 오프닝 : Incubus - Megalomaniac
- Today's Match Up : Saosin - Voice
- 오프닝 멘트 : Avenged Sevenfold - Almost Easy
- 조별 현황, Today, Result, 맵 소개 : Anti-Flag - The School of Assasins
- 오프닝 타이틀 : 박완규 - Here I Stand[1]
- 선수소개, 최근 10경기 : Fires of Waco - Risk And Reason
- 최근 10경기 (3회차) : No Turning Back - Justice
- 경기 시작 전 : Lost Prophets - Better Off Dead
- 경기 종료 후 : Memphis May Fire - North Atlantic V.S. North Carolina
- 결승전 현장 오프닝 : Tilman Sillescu - Intersection
- 결승전 선수입장 : Prong - Whose Fist Is This Anyway
- 결승전 포토타임 : Everyone Dies In Utah - You're Manually Breathing
- 결승전 식후행사 1 : Vazquez Sounds - Let It Be
- 결승전 식후행사 2 : Maroon 5 - Payphone
- 결승전 엔딩 1 : 김태성 - 기억을 따라가는 재경
- 결승전 엔딩 2 : 동창회 - 다시 만날 때까지

### 조별 본선 진출자
| A조    | B조    | C조    | D조    | E조    | F조    | G조    | H조    | I조    | J조    | K조    | L조    |
| ------ | ------ | ------ | ------ | ------ | ------ | ------ | ------ | ------ | ------ | ------ | ------ |
| 신노열 | 유영진 | 김성대 | 이신형 | 김성현 | 방태수 | 김민철 | 김준호 | 유병준 | 김명운 | 변현제 | 이경민 |

### 스타리그 듀얼 시드자
지난 시즌 16강 진출에 성공했지만, 4강 진출에 실패한 12명의 선수들이 스타리그 듀얼 시드를 받게 된다.

## 진출자 목록

### 본선 진출자 분포
‘**’은 16강 시드 진출자이며, ‘*’은 스타리그 듀얼 토너먼트 진출자이다. 괄호로 묶은 부분은 시드 진출자 수/듀얼 진출자 수이다.
종족별 분포
- 저그(9/6): **어윤수, **신동원, *김윤환, *김현우, *이영한, *이제동, *신대근, *박준오, *박재혁, 신노열, 김성대, 방태수, 김민철, 김준호, 김명운
- 토스(2/3): **허영무, *송병구, 유병준, 변현제, 이경민
- 테란(5/3): **정명훈, *구성훈, *이영호, *전태양, *염보성, 유영진, 이신형, 김성현

팀별 분포
- STX (3/3) - *김윤환, *김현우, *신대근, 이신형, 김성현, 변현제
- 삼성전자 (3/2) - **허영무, *송병구, *이영한, 신노열, 유병준
- 제8게임단 (4/0) - *이제동, *박준오, *염보성, *전태양
- SK텔레콤 (3/1) - **정명훈, **어윤수, *박재혁, 방태수
- CJ (1/3) - **신동원, 유영진, 김준호, 이경민
- KT (1/1) - *이영호, 김성대
- 웅진 (0/2) - 김민철, 김명운
- 무소속[2] (1/0) - *구성훈

## 스타리그 듀얼
| 조  | Match1     | Match1     | Match2     | Match2     | 승자전     | 승자전     | 패자전     | 패자전     | 최종전     | 최종전     | 최종전 | 최종전 |
| A조 | 이영호(승) | 방태수(패) | 김윤환(승) | 유병준(패) | 이영호(승) | 김윤환(패) | 방태수(패) | 유병준(승) | 김윤환(패) | 유병준(승) |        |        |
| B조 | 박재혁(패) | 변현제(승) | 전태양(패) | 김성대(승) | 변현제(승) | 김성대(패) | 박재혁(패) | 전태양(승) | 김성대(승) | 전태양(패) |        |        |
| C조 | 박준오(패) | 이신형(승) | 송병구(패) | 김준호(승) | 이신형(승) | 김준호(패) | 박준오(패) | 송병구(승) | 김준호(패) | 송병구(승) |        |        |
| D조 | 김현우(패) | 이경민(승) | 구성훈(패) | 김명운(승) | 이경민(패) | 김명운(승) | 김현우(패) | 구성훈(승) | 이경민(승) | 구성훈(패) |        |        |
| E조 | 이제동(패) | 유영진(승) | 신대근(패) | 신노열(승) | 유영진(승) | 신노열(패) | 이제동(패) | 신대근(승) | 신노열(패) | 신대근(승) |        |        |
| F조 | 염보성(패) | 김민철(승) | 이영한(승) | 김성현(패) | 김민철(패) | 이영한(승) | 염보성(패) | 김성현(승) | 김민철(승) | 김성현(패) |        |        |

## 16강

### 출전 선수
| 종족     | 명 | 이름                                             |
| 테란     | 4  | 유영진 이신형 이영호 정명훈                      |
| 저그     | 7  | 김명운 김민철 김성대 신대근 신동원 어윤수 이영한 |
| 프로토스 | 5  | 변현제 송병구 유병준 이경민 허영무               |

### 본경기
16강 조지명식에 따라 결정된 조에 따라서 한 선수가 한 경기씩 총 세 경기를 펼치게 되며, 한 조로 볼 때 총 여섯 경기를 치르게 된다.
| A조    | A조     | B조    | B조     | C조    | C조     | D조    | D조     |
| ------ | ------- | ------ | ------- | ------ | ------- | ------ | ------- |
| 허영무 | 3승 0패 | 정명훈 | 3승 0패 | 신동원 | 1승 2패 | 어윤수 | 2승 1패 |
| 이신형 | 1승 2패 | 변현제 | 1승 2패 | 김민철 | 1승 2패 | 송병구 | 1승 2패 |
| 이영호 | 1승 2패 | 유영진 | 1승 2패 | 신대근 | 1승 2패 | 김명운 | 3승 0패 |
| 김성대 | 1승 2패 | 유병준 | 1승 2패 | 이영한 | 3승 0패 | 이경민 | 0승 3패 |

### 재경기
상위/하위 3인의 승패가 동률인 경우에는 삼자재경기를 통해 올라갈 선수를 가리게 된다.
| A조    | A조     | B조    | B조     | C조    | C조     |
| ------ | ------- | ------ | ------- | ------ | ------- |
| 이신형 | 0승 1패 | 변현제 | 2승 0패 | 신동원 | 1승 1패 |
| 이영호 | 2승 0패 | 유영진 | 0승 1패 | 김민철 | 1승 1패 |
| 김성대 | 0승 1패 | 유병준 | 0승 1패 | 신대근 | 1승 1패 |

### 재재경기
재경기를 거친 선수들의 승패가 1승1패일 경우 다시 재경기를 통해 올라갈 선수를 가리게 된다.
| C조    | C조     |
| ------ | ------- |
| 신동원 | 0승 2패 |
| 김민철 | 1승 1패 |
| 신대근 | 2승 0패 |

## 8강 ~
|  | 8강전  | 8강전  |        |   | 준결승전 | 준결승전 |  |  | 결승전 | 결승전 |
|  |        |        |        |   |          |          |  |  |        |        |
|  |        |        |        |   |          |          |  |  |        |        |
|  |        |        |        |   |          |          |  |  |        |        |
|  | 허영무 | 3      |        |   |          |          |  |  |        |        |
|  | 허영무 | 3      |        |   |          |          |  |  |        |        |
|  | 변현제 | 1      |        |   |          |          |  |  |        |        |
|  | 변현제 | 1      | 허영무 | 3 |          |          |  |  |        |        |
|  |        |        | 허영무 | 3 |          |          |  |  |        |        |
|  |        | 김명운 | 2      |   |          |          |  |  |        |        |
|  | 신대근 | 김명운 | 2      | 1 |          |          |  |  |        |        |
|  | 신대근 |        |        | 1 |          |          |  |  |        |        |
|  | 김명운 | 3      |        |   |          |          |  |  |        |        |
|  | 김명운 | 3      | 허영무 | 3 |          |          |  |  |        |        |
|  |        |        | 허영무 | 3 |          |          |  |  |        |        |
|  |        | 정명훈 | 1      |   |          |          |  |  |        |        |
|  | 이영한 | 정명훈 | 1      | 1 |          |          |  |  |        |        |
|  | 이영한 |        |        | 1 |          |          |  |  |        |        |
|  | 이영호 | 3      |        |   |          |          |  |  |        |        |
|  | 이영호 | 3      | 이영호 | 0 |          |          |  |  |        |        |
|  |        |        | 이영호 | 0 |          |          |  |  |        |        |
|  |        | 정명훈 | 3      |   |          |          |  |  |        |        |
|  | 정명훈 | 정명훈 | 3      | 3 |          |          |  |  |        |        |
|  | 정명훈 |        |        | 3 |          |          |  |  |        |        |
|  | 어윤수 | 0      |        |   |          |          |  |  |        |        |
|  | 어윤수 | 0      |        |   |          |          |  |  |        |        |

## 우승
| TVing 스타리그 2012 우승 |
| ------------------------ |
| 허영무 (두 번째 우승)    |

## 대회 결과
우승: 허영무, 준우승: 정명훈, 4강: 김명운, 이영호

## 특이사항
- 스타크래프트 : 브루드워로 진행된 마지막 스타리그.
- 김택용, 이제동의 진출 좌절 (예선 탈락, 스타리그 듀얼 2패 탈락)
- 도재욱, 신상문, 김대엽, 김정우 등 프로리그에서 활약을 보여준 선수들이 탈락하는 이변
- 변현제와 방태수를 필두로 비교적 신예가 기존에 활약하던 선수들을 상대로 승리
- 복귀 선수의 예선탈락과 무소속 선수[3]의 듀얼 시드
- 이영호 전 시즌 진에어 스타리그 1:2 역스윕 8강탈락(vs허영무)으로 현 2012 듀얼 토너먼트 진출 상태
- 그동안 개최되었던 스타리그의 편성시간인 수,금 오후 7시30분에 LOL 더 챔피언스리그가 신규 편성되면서 스타리그듀얼은 토요일과 일요일 오후 1시, 스타리그 본선은 화요일과 수요일 오후 7시 30분으로 편성시간이 변경되었다.
- 진에어 스타리그 2011에서 최초로 진행된 아마추어를 위한 스타리그(마이 스타리그)는 이번 스타리그부터 다시 폐지되었다.
- 프로토스 예선 통과자 3명 전원 본선 진출. (이경민, 유병준, 변현제)
- 삼성전자 칸 스타리그 최초 프로토스 선수 3명 진출. (허영무, 유병준, 송병구)
- 제8프로게임단 소속선수 전원 진출 실패. (이제동, 전태양, 염보성, 박준오)
- 역대 스타리그중 로열로더 후보가 가장 많은 스타리그. (유병준 변현제 이신형 유영진)
- 역대 스타리그중 BATOO 스타리그 2008과 마찬가지로 사상 최장기간으로 진행되는 스타리그.(113일.)
- 8강이 기존 분리형 3전 2선승제에서 하루 5전 3선승제로 변경됨.
- B조 로열로더 3명이 한 조가 되었음. (변현제 유영진 유병준)
- 역대 스타리그 세 번째 4저그조. (C조)
- 신한은행 스타리그 2006 Season 2의 24강 이후 6년 만에 KT에서 또 다시 팀킬이 발생. (이영호(KT) VS 김성대(KT))
- 송병구, 역대 스타리그 사상 최다 스타리그 진출 달성. (17회)
- 송병구, 이영호 사상 최다 스타리그 연속 진출 달성. (각각 17회, 13회)
- 무소속 구성훈이 참가하여 화제를 끌었다. (스타리그 듀얼 D조)
- 오프닝 영상에 16강 리거들과 각종족을 대표하는 올드 게이머 (임요환, 박정석, 홍진호) 가 등장.
- 온게임넷 스타리그 두번째이자 모든 리그를 통틀어 세번째로 오프닝에 한국 가수의 곡 사용. (박완규 - Here I Stand)[4]
- 송병구, 임요환과 홍진호에 이어서 3번째 스타리그 100승을 달성함. (프로토스 최초)
- D조를 제외한 나머지 모든 조가 재경기가 발생.
- 신대근 데뷔 5년 만에 개인리그 8강 첫 진출.
- 정명훈(SKT), 8강전에서 팀킬이 발생, 팀킬 전승 13연승 달성. (박카스 스타리그 2010 8강에서 박재혁(SKT), 진에어 스타리그 2011에서 또 다시 박재혁(SKT), Tving 스타리그 2012에서 어윤수(SKT))
- 8강과 결승 경기에서 역대 스타리거들의 시작전 레전드 매치가 열림.
  - 6월 12일 - 박태민 vs 김정민 (맵 : 네오 정글 스토리, 박태민 승)
  - 6월 19일 - 강민 vs 서지훈 (맵 : 노스텔지아, 서지훈 승)
  - 6월 26일 - 박정석 vs 박성준 (맵 : 네오 레퀴엠, 박정석 승)
  - 7월 3일 - 이윤열 vs 오영종 (맵 : 타우 크로스, 오영종 승 )
  - 8월 4일 - 임요환 vs 홍진호 (맵 : 투혼, 홍진호 승 )
- 허영무, 전 시즌 우승후 이번시즌 4강에 올라간 브루드워 기반의 스타리그 최초이자 마지막 프로토스 선수가 됨.
- 김명운 스타리그 8강 전패 징크스 극복하고 4강 진출.
- 이영호 3시즌만에 스타리그 4강 진출.
- 4강 진출자가 전 시즌 스타리그 인 진에어 스타리그 2011 우승자(허영무) 준우승자(정명훈) & 마지막 MSL 인 ABC마트 MSL 2011 우승자(이영호) 준우승자(김명운) 네명으로 이루어짐.
- 레전드매치가 끝나고 이윤열의 은퇴식이 열림.
- 4강 A조 허영무 VS 김명운의 4경기에서 역대급 역전경기가 나옴
- 4강 A조 허영무 VS 김명운의 5경기에서 김태형이 눈물을 흘려 화제가 됨.
- 디펜딩 챔피언 허영무 2시즌 연속 결승 진출.(프로토스가 스타리그에서 연속으로 결승에 진출한 것은EVER 스타리그 2007과 박카스 스타리그 2008에서 연속으로 준우승한 송병구, 2003 Mycube배 온게임넷 스타리그에서 준우승, NHN한게임배 온게임넷 스타리그 03~04에서 우승한 강민에 이어서 3번째이다.)
- 정명훈과 허영무와의 결승 재대결로, 박카스 스타리그 2010(정명훈 VS 송병구, 인크루트 스타리그 2008 리매치) 이후 역대 스타리그 사상 2번째로 결승 리매치가 발생.(두 시즌 연속 동일대진의 결승은 역대 스타리그 사상 최초)
- 기존 7월 28일 토요일 서울 코엑스 D홀에서 결승전을 개최할 예정이었으나 장소가 매우 협소해서 많은 인원의 입장이 불가능할 것으로 예상하여 일주일 연기된 8월 4일 잠실학생체육관(프로농구 서울 SK 나이츠의 홈 경기장)으로 장소를 옮겨 결승전을 개최함.
- 허영무 스타리그 2회 연속 우승.
- 허영무 역대 스타리그 사상 최초로 프로토스 2회 연속 우승 달성.
- 허영무 역대 토스 2번째로 2회우승달성 연속은 최초(김동수-허영무)
- 허영무 역대 3번째 연속우승한 선수(임요환-이제동-허영무)
- 정명훈 스타리그 4회 준우승 달성.
- 정명훈 2번 연속 준우승 2회 달성. [명훈아 넌 내꺼야 - 콩진호] (인쿠르트 스타리그 2008 - 바투 스타리그 2009, 진에어 스타리그 2011 - 티빙 스타리그 2012)
- 정명훈 사상 6번째(임요환-이윤열-마재윤-박성준-이제동-정명훈) 단일리그 5회 결승 진출
- 정명훈 사상 4번째(임요환-이윤열-이영호-정명훈) 스타리그 3회 연속 결승 진출
- 이영호 택뱅리쌍중 유일하게 스타리그 4강에 진출
- 결승전 종료 직후 차기시즌 스폰서 공개. (옥션 올킬)
- 온게임넷, 스타리그 8강 진행하면서 차기 시즌에 관한 공지사항 발표.
  - 이번 티빙 스타리그 우승,준우승자는 차기 스타리그(스타II 리그) 16강 시드권, 4강 진출자는 스타리그 듀얼 시드권 확보.
  - 차기 스타리그(스타2리그)예선부터는 기존의 케스파 소속(8개 프로게임단)외에도 아마추어, GSL, 외국인 선수들한테도 출전의 장이 열리게 됨.
  - 리그 방식은 티빙 스타리그의 리그 방식(예선→듀얼→스타리그)와 동일함.
  - 차기 시즌부터의 리그 명칭은 스타리그로 계속 유지하기로 결정.
  - 김택용 택뱅리쌍중 유일하게 결승진출 실패한 선수로 기억됨
  - 허영무 MSL포함 역대 토스중 2번째로 2회연속우승한 선수(MSL-김택용-스타리그-허영무)
  - 허영무 스타리그 마지막우승자로 MSL 이영호와 함께 양대리그 최후의 우승자(MSL-이영호-스타리그-허영무)
  - 정명훈 스타리그 마지막 준우승자로 MSL 김명운과 함께 양대리그 최후의 준우승자(MSL-김명운-스타리그-정명훈)
  - 정명훈 스타리그 우승 실패로 테란 현존최강 2인자 테란이 됨